# جورج بست (مؤرخ)
جورج بست (بالإنجليزية: George Best)‏ كان عضوا في رحلات مارتن Frobisher الثانية والثالثة بوظائف ذات أهمية, فكان برتبة ملازم في سفينة Frobisher الثانية وقبطان لسفينة آن فرانسيس الثالثة, لا يعرف إلا القليل عن الرجل قبل هذه الرحلات ولكن يبدو أنه قد تربطه علاقات وثيقة مع السير كريستوفر هاتون الذي، بدوره كان لديه روابط مع الملكة اليزابيث.
كتاباته، والتي تشمل الرحلات الثلاث، هي مهمة لتوسع نطاقها ودقة ملاحظاته.
قتل في مبارزة مع سانت جون أوليفر شهر مارس اذار تقريبا 1584.
مترجم http://en.wikipedia.org/wiki/George_Best_(chronicler)